# 卡尔-海因茨·伊默尔
卡尔-海因茨·伊默尔（德語：Karl-Heinz Irmer，1903年7月22日—1975年11月8日），德国前男子曲棍球运动员。他曾代表德国国家队参加1928年夏季奥林匹克运动会曲棍球比赛，获得一枚铜牌。